# محمدجواد غلامرضا کاشی
محمّدجواد غلامرضا کاشی پژوهشگر ایرانی حوزه علوم سیاسی و جامعه‌شناسی و استاد دانشگاه علامه طباطبایی است.

## زندگی
محمّدجواد غلامرضاکاشی دانش‌آموخته دانشگاه تهران است. این استاد دانشگاه و پژوهشگر علوم سیاسی و اندیشه سیاسی مقاله‌های متعددی در حوزه‌های مربوط به ایران معاصر، منتشر شده است. بخشی از پروژه فکری و معرفتی او گفتگوی انتقادی با آراء و دیدگاه‌های علی شریعتی است.او از چهره‌های اصلاح‌طلب در سپهر سیاسی ایران است. این استاد دانشگاه عضو هیئت علمی سالنامه کتاب سال پدیدارشناسی ایران است. او از جمله استاد دانشگاه است که بیرون از فضای دانشگاه نیز با سخنرانی و گفت‌وگو با رسانه‌ها و همچنین نگارش نقد به موضوع‌های عمومی جامعه نیز می‌پردازد.